# Kery James
Kery James, pseudonimo di Alix Mathurin (Les Abymes, 28 dicembre 1977), è un rapper, cantautore e produttore discografico francese delle Antille francesi.
È conosciuto come membro del gruppo rap Mafia K'1 Fry. I suoi testi sono caratterizzati da un ampio vocabolario, testi senza compromessi e una visione critica della società e del circuito rap. Kery James è uno dei fondatori del gruppo Thug Life in Francia negli anni '90.
Ha una solida reputazione come rapper e ha un seguito ampio e fedele tra le minoranze etnico-culturali nelle banlieues francesi

## Biografia

### Anni giovanili
Figlio di genitori haitiani, Kery James è nato a Les Abymes nella Guadalupa. Quando aveva 7 anni la famiglia si trasferì a Orly in Francia, un sobborgo di Parigi. In un sobborgo di criminalità, povertà relativa e vari problemi sociali, Kery James cresce e inizia a rappare all'età di 12 anni. Con il nome d'arte Daddy Kéry ha fatto il suo debutto nel panorama musicale nel 1991, contribuendo a un freestyle nella canzone Ragga Jam, che si trova nel primo album di MC Solaar. Sebbene inizialmente il rifiuto di presentarsi per il servizio militare fosse punibile, lo sfacciato 13enne Daddy Kéry ha immediatamente rappato la famosa filastrocca: 

### I primi anni con Ideal J
Kéry si unisce ai rapper Manu Key, Lil Jahson e Mista Flo e con loro forma il gruppo rap Ideal J. Nel corso degli anni, Ideal J ha guadagnato una modesta popolarità nel circuito rap francese.

### Carriera da solista
Nel 1995, Kery James si unisce alla formazione rap Mafia K'1 Fry, un grande progetto tra rapper e gruppi rap provenienti dalla soffocante periferia parigina nel dipartimento della Valle della Marna. Questo collettivo diventerà una delle più grandi e popolari crew rap in Francia.
Nel 1999 viene ucciso il rapper Las Montanas, uno dei suoi migliori amici e anche collega del collettivo rap Mafia K'1 Fry. Dopo la sua morte per le ferite riportate, Kery James decise di smettere di fare musica rap e di spostare le sue priorità su questioni che all'epoca erano più importanti per il rapper in ambito privato. Si è ritirato e ha trovato la salvezza nella fede islamica. Dopo la sua conversione, il suo vero nome è cambiato da Alix ad Ali. Nel 2001, Kery James ha finalmente deciso di riprendere la sua attività di rapper. Ha poi pubblicato il suo primo album da solista dal titolo Si c'était à refaire (Se potesse essere rifatto). L'album è stato ben accolto nel circuito rap.
Nel 2008 ha pubblicato l'album A l'Ombre du Show Business (All'ombra dello spettacolo). In questo album, cinque tracce sono state composte dall'allora emergente e talentuoso musicista Stromae, che in seguito sarebbe diventato un grande artista con lo status di star in Europa. L'album contiene anche un contributo del famoso cantante Charles Aznavour. Nell'ottobre 2008, Kery James pubblica il singolo X & Y, la cui straordinaria clip è stata diretta da Mathieu Kassovitz, che in precedenza aveva causato un furore in tutto il mondo con il film L'odio. L'album ebbe molto successo in Francia e vendette oltre 150 000 copie, che gli valsero il disco di platino.
Il 27 aprile 2009, Kery James pubblicherà il suo quarto album intitolato Réel (Reale). Mentre molti giovani artisti del circuito rap francese si allontanano dal movimento rap francese originale e si ispirano al gangsta rap americano, Kery James ha fatto scalpore con la canzone Le Retour du Rap Français (Il ritorno del rap francese), in cui l'imponente veterano del rap separa apertamente (a suo parere) liricamente ciò che è musicalmente prezioso da ciò che è inutile e diventa così uno dei rapper più dominanti della Francia. Con 23 000 copie vendute nella prima settimana, l'album arriva in cima alle classifiche francesi e ottiene il disco di platino dopo appena un mese.
A seguito di una collaborazione insoddisfatta sulla canzone Foolek, dall'album A l'Ombre du Show Business, il rapper Black V-Ner ha rilasciato una serie di dichiarazioni negative contro Kery James nell'aprile 2009, definendolo pubblicamente una "fregatura", "figlio di puttana" e "nutria". Dopo un'intervista di Kery James sui disaccordi finanziari alla radio, l'impressionante Black V-Ner decide di venire direttamente in studio. Nonostante sia stato bandito dall'entrare in studio, segue un violento scontro tra Black V-Ner e Kery James, in cui, tra le altre cose, gli scagnozzi di Kery James si sono rivelati armati di tirapugni. Nel novembre 2009, Kery James è stato condannato a dieci mesi di carcere con sospensione della pena dal tribunale penale. Dopo l'album Réel nel 2009, Kery James ha deciso di ritirarsi temporaneamente dall'industria musicale.
Le sue critiche alla politica francese si sono incontrate nel maggio 2012 con la necessaria resistenza dell'estrema destra di Les Identitaires, che ha cercato di bandire Kery James da una serie di concerti alla Maison de la culture di Grenoble. A partire da dicembre 2014, Kery James terrà un nuovo tour di concerti chiamato ACES tour. Dopo ogni concerto, attraverso la sua fondazione Apprendre, Comprendre, Entreprendre et Servir (ACES), deposita parte del suo reddito come borsa di studio per sostenere uno studente nelle sue spese di studio in modo che possa continuare i suoi studi. Questo progetto è anche sostenuto finanziariamente dall'attore Omar Sy e dal calciatore Florent Malouda.
Dopo gli attacchi a Parigi nel novembre 2015, Kery James ha pubblicato il singolo Vivre ou mourir ensemble (Vivere o morire insieme) l'8 gennaio 2016, in cui, in quanto musulmano, condanna sia gli attacchi che il nazionalismo politico. Kery James era solito dare concerti regolari al Bataclan, la sala da concerto dove un totale di 89 persone sono state uccise nell'attacco. Poco prima degli attacchi, ha ripreso a scrivere in ottobre. In occasione del decimo anniversario della morte di due giovani che hanno provocato i disordini in Francia nel 2005, Kery sta lavorando a una canzone in cui ripercorre i violenti scontri, la causa e le parti coinvolte. In esso esprime la sua insoddisfazione per i politici corrotti (inclusi Nicolas Sarkozy, Claude Guéant e Jérôme Cahuzac) che incolpano costantemente le minoranze etnico-culturali per la recessione in Francia.

## Stile musicale
Lo stile musicale di Kery James è caratterizzato da un ampio vocabolario, testi senza compromessi e una visione critica della società e del circuito rap. Attiva nel circuito hip-hop francese, il lavoro di Kery James è principalmente nei sottogeneri dell'hardcore hip hop e del political hip hop. Nel campo del political hip hop, Kery James è considerato un alter-mondialista e rappresentante delle minoranze etnico-culturali in Francia. Il suo uso del linguaggio è caratterizzato dall'uso del desiderio. A differenza di molti rapper, Kery James disprezza l'esaltazione del crimine, della violenza, della vita di strada e dell'uso di droghe nel suo lavoro. Attraverso le sue esperienze, la saggezza di strada, l'aspetto imponente e le prestazioni, Kery James ha costruito una solida reputazione per anni.

## Pubblicazioni
- À vif, Actes sud, 2017, ISBN 978-2-330-08403-5

## Discografia

### Da solista

#### Album in studio
- 2001 – Si c'était à refaire
- 2003 – Savoir et vivre ensemble
- 2005 – Ma vérité
- 2008 – A l'ombre du Show Business
- 2009 – Reel
- 2016 – Mouhammad Alix
- 2018 – J'rap encore

#### Album Live
- 2010 – À mon public

#### Album di remix
- 2012 – 92-2012

#### Raccolte
- 2004 – Savoir et vivre ensemble

### Con Ideal J
- 1992: La vie est brutale
- 1996: Original MC's sur une mission
- 1998: Le Combat Continue

### Con Mafia K'1 fry
- 1997: Les liens sacrés
- 1999: Légendaire
- 2003: La cerise sur le ghetto'
- 2007: Jusqu'à la mort